# Makoto Ozone

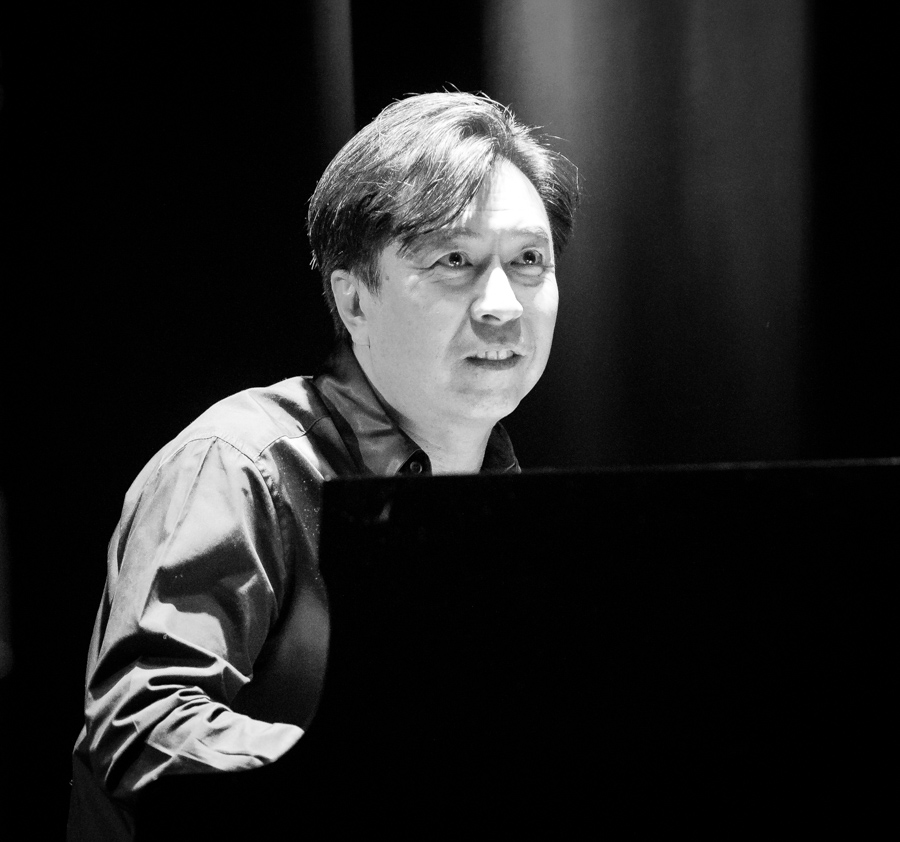
Makoto Ozone, Oslo 2017

Makoto Ozone (jap. 小曽 根真, Ozone Makoto; * 25. März 1961 in Kōbe) ist ein japanischer Jazzpianist.

## Leben und Wirken
Ozone begann nach eigenen Angaben sehr früh mit der Musikausbildung; so spielte er schon mit zwei Jahren Hammond-Orgel und improvisierte mit sieben Jahren. Zwischen 7 und 9  Jahren trat er mit seinem Vater Minoru (ebenfalls Pianist) im Fernsehen auf. Nachdem er Alben von Oscar Peterson hörte, wechselte er mit 12 Jahren zum Klavier. Noch auf der Oberschule trat er mit einer professionellen Big Band auf. Ab 1980 studierte er am Berklee College of Music in Boston Jazz-Komposition und Arrangement. Bei Auftritten in der Umgebung von Boston spielte er auch mit Gary Burton und nahm 1982 im Duo mit Phil Wilson auf. 1983 erschien sein erstes Album „Makoto Ozone“ bei CBS (mit Burton und Eddie Gomez), auf dem er eigene Kompositionen spielte. 1983 tourte er weltweit mit dem Quartett von Gary Burton, auf dessen Alben „Real Life Hits“ und „Whiz Kids“ er spielt. Weiter nahm er mit Chuck Loeb, Marc Johnson und Paquito D’Rivera auf und legte 1986 sein zweites Album „After“ vor. 1989 kehrte er nach Japan zurück und nahm für JVC auf.

1994 erschien bei Verve sein erstes Solo-Album „Breakout“. 1996 gewann er mit dem Trio Album „The Trio“ (mit John Scofield) den Preis als bestes japanisches Jazzalbum des japanischen „Swing Journal“. Partner waren Kiyoshi Kitagawa (Bass) und Clarence Penn (Schlagzeug), die er auf dem „Floating Jazz Festival“ auf der „S.S. Norway“ kennenlernte. Auch das Nachfolgealbum „Dear Oscar“ (für Oscar Peterson) gewann den Preis als bestes japanisches Jazzalbum 1998. In Japan hatte er auch eine eigene Radiosendung. 1999 zog er zurück nach New York City; 1997 trat er auf dem Montreux Jazz Festival mit der Vokalistin Kimiko Itoh auf, die er auch auf ihrem Album „Kimiko“ begleitete, das den Preis des „Swing Journal“ für japanische Jazzsänger 2000 gewann.

April 2002 entstand mit Gary Burton, Michael Brecker, Chick Corea, James Genus und dem Sänger Jon Hendricks das Verve-Album „Treasure“. Er beschäftigte sich neben dem Jazz auch intensiv mit klassischer Musik, so im Duo mit Gary Burton auf dem Album „Virtuosi“ (2002) und im Duo mit der polnischen Sängerin Anna Maria Jopek (2009/2011). 2003 spielte er wieder zusammen mit Burton auf dessen Album „Generations“.

## Diskographische Hinweise
- Starlight (Victor Musical Industrie, 1990)
- Breakout (Verve, 1994) solo
- Nature Boys (1995) mit John Patitucci, Peter Erskine
- The Trio (1997)
- Dear Oscar (1998)
- Gary Burton, Makoto Ozone Virtuosi (2002)
- Makoto Ozone, Anna Maria Jopek Road to Chopin (2009)
- Makoto Ozone / Christian McBride / Jeff Tain Watts My Witchs Blue (2012)
- Dimensions (2017) mit Clarence Penn und James Genus

## Filmografie (Auswahl)
- 2018: Die Blüte des Einklangs (Vision)